# Anslag (film)
 For alternative betydninger, se Anslag. (Se også artikler, som begynder med Anslag)
Anslag er et udtryk lånt fra musik for begyndelsen i en film. Anslaget er det første punkt i berettermodellen.

## Anslaget
- kan være introduktion og eller starten af filmen.
- er ofte med til at præsentere filmens (hoved)person(er), tid, sted, temaer og kan i nogle tilfælde angive filmens budskab.